# 金貴人
金貴人，姓氏及出身均不詳，清朝乾隆帝之貴人。

## 生平
生年不詳，生辰為九月十一日。乾隆四十一年五月初八日，初封為金常在，同年十一月十八日，循嬪伊爾根覺羅氏進宮，蘭貴人鈕祜祿氏晉封為誠嬪，而金常在則晉封為金貴人，後降為金常在。乾隆四十二年九月十一日，晉封為金貴人。乾隆四十三年四月初九日，金貴人去世，四月十九日初上墳，四月二十五日大上墳，九月初九日，葬入裕陵妃園寢。同年十一月二十八日，呈覽金貴人遺物。